# Didier Boubé
Pour les articles homonymes, voir Boubé.
Didier Boube, né le 13 février 1957 à Vichy, est un pentathlète français. 

## Biographie
Aux Jeux olympiques d'été de 1984 à Los Angeles, Didier Boube se classe à la 10e place de l'épreuve individuelle et remporte la médaille de bronze de l'épreuve par équipe.